# Anthurium lojtnantii
Anthurium lojtnantii är en kallaväxtart som beskrevs av Thomas Bernard Croat. Anthurium lojtnantii ingår i släktet Anthurium och familjen kallaväxter. Inga underarter finns listade.